# 柯克冰川
柯克冰川（英語：Kirk Glacier）是南極洲的冰川，位於維多利亞地的博克格雷溫克海岸，處於阿德默勒爾蒂山脈地區，流經費希爾嶺南部，最終注入艾恩賽德冰川，美國地質調查局根據測量和該國海軍的空中照片繪入地圖，現時由南極條約體系管理。

## 外部連結
. . United States Geological Survey.   [2013-05-03].
72°2′S 169°9′E / 72.033°S 169.150°E